# Codale Tarn
Der Codale Tarn ist ein kleiner See oder Tarn im Lake District, Cumbria, England. Der See liegt an der Ostflanke des High Raise, der hier über das Grasmere Common zum Pass der Dunmail Raise abfällt.
Der Codale Tarn hat einen kurzen unbenannten Zufluss und einen ebenfalls unbenannten Abfluss, der in den nahen Easedale Tarn mündet.